# Lumbrineris bifilaris
Lumbrineris bifilaris är en ringmaskart som beskrevs av Ehlers 1901. Lumbrineris bifilaris ingår i släktet Lumbrineris och familjen Lumbrineridae. Inga underarter finns listade i Catalogue of Life.